# برناردینو فابیان
برناردینو فابیان (انگلیسی: Bernardino Fabbian؛ زادهٔ ۱۱ فوریهٔ ۱۹۵۰) بازیکن فوتبال اهل ایتالیا است.
از باشگاه‌هایی که در آن بازی کرده‌است می‌توان به باشگاه فوتبال اینتر میلان، باشگاه فوتبال نووارا، باشگاه فوتبال رجانا، و باشگاه فوتبال فوجا اشاره کرد.